# Waima (Auckland)
Waima est une banlieue d’Auckland, située dans l’Île du Nord de la Nouvelle-Zélande.

## Situation
La banlieue de Glen Eden est située à 2,9 km et celle de Konini à 1,240 km.
La banlieue de Titirangi est à 1,8 km et Woodlands Park est à 1,5 km.

## Gouvernance
Elle est sous la gouvernance locale du Conseil de la cité de Waitakere, 

## Population
Lors du recensement de 2006 en Nouvelle-Zélande, la localité avait une population de2 367 résidents, pour 2 316 habitants précédemment en 2001 soit une augmentation modérée de 50 résidents.

## Description
La majorité de cette modeste population est accumulée autour de la principale superette de Waima, située juste en dehors de la principale artère constituée par Woodlands Park Road et sur des rues telles que Waima Crescent, Hollywood Avenue, Boylan Road et Rimutaka Place. 
Le "hub" central peut être considéré comme constitué par la réserve de Waima, qui consiste en diverses installations publiques telles que l’aire de jeux, le terrain de basket-ball, les toilettes et un terrain de sport.
Vers le nord-ouest, Waima est bordé par un chemin de randonnée réputé et par la route du pipeline alimentant le Réservoir de Lower Nihotipu  et l’Exhibition Drive. 
Deux stations de traitement de l’eau et le service des citernes de la cité d’Auckland  fournissant l’eau à partir de ce lieu dépendant de Woodlands Park Road. 
Waima s’étend vers l’est jusqu’à Tainui Road et le Auckland Centennial Memorial Park avec le cul-de-sac de Rimutaka place, qui représente le point le plus au sud de Waima.

## Éducation
La plupart des jeunes résidents sont scolarisés à proximité dans Woodlands Park Primary School ou  dans Titirangi Primary School ainsi que école intermédiaire de Glen Eden (en). 
Les écoles secondaires locales sont :
école secondaire Green Bay (en),collège de Kelston pour garçons (en) et collège de Kelston pour filles (en).
Les étudiants catholiques viennent par bus ou train de la banlieue de Glen Eden ou New Lynn vers le Collège Marist d’Auckland (en) (pour les filles) ou College St Peter (pour les garçons).